# Metro van Hangzhou
De metro van Hangzhou is een vorm van openbaar vervoer in de Chinese miljoenenstad Hangzhou. Het metronetwerk kende in 2021 gemiddeld 2.461.000 reizigers per dag, in 2017 was dit nog maar 931.000. Het hoogste aantal reizigers op een dag tot 2022 kwam voor op 4 maart 2022 toen 3.539.000 reizigers gebruik maakten van de metro voor een verplaatsing.
In 2012 opende een eerste metrolijn, lijn 1, die in 2015 werd verlengd. Deze lijn 1 vormt ruwweg de noord-zuidverbinding in de stad. In 2015 volgde een verlenging.  De lijn heeft twee aparte noordelijke takken. In 2014 opende een tweede metrolijn, lijn 2, met noordwest-zuidoost oriëntatie. Deze lijn werd in 2017 verlengd.  In 2015 volgde lijn 4, een derde lijn die een kort traject deelt met lijn 1 en waarvan het traject vervolgens langs de rivier zuidwaarts loopt.  Deze lijn werd in 2018 verlengd. In 2019 werd lijn 5 geopend, een lijn die in het noordwesten van de stad dwars op lijn 2 ligt. In 2020 volgde de indienstname van de lijnen 6, 7 en 16 en werden de lijnen 1 en 5 verlengd met bijkomende trajecten en stations.  In 2021 openden de lijnen 8 en 9, en de verlenging van de lijn 6. In 2022 openden lijnen 3, 10 en 19 en werden de lijnen 3, 4, 5, 7 en 9 verlengd. 
Lijn 19, vooral gekend als de Airport Express, werd op 22 september 2022 in dienst genomen.  De lijn, die naast de lijnen 1 en 7 ook de terminals van de Internationale luchthaven Hangzhou Xiaoshan met het stadscentrum verbindt, was bij opening 59,1 km lang en bedient 17 stations. De verdere uitbreiding van lijn 10 met trajectverlenging en bijkomende metrostations opende in 2023, in 2025 volgde een bijkomende westelijke verlenging van lijn 5.

## Lijnen
| Lijn               | Eindbestemmingen                                  | Geopend   | Lengte  | Stations |
| ------------------ | ------------------------------------------------- | --------- | ------- | -------- |
| 1                  | Xianghu - Hangzhou Xiaoshan International Airport | 2012-2020 | 53,6 km | 34       |
| 2                  | Chaoyang - Liangzhu                               | 2014-2017 | 42,9 km | 32       |
| 3                  | Xingqiao - Chaowang Road                          | 2022      | 21 km   | 13       |
| 4                  | Chihua Street - Puyan                             | 2015-2022 | 46,8 km | 32       |
| 5                  | East Nanhu - Guniangqiao                          | 2019-2025 | 56,2 km | 40       |
| 6                  | Goujulong - West Guihua Road / Shuangpu           | 2020-2021 | 58,5 km | 34       |
| 7                  | Jiangdong'er Road - Wushan Square                 | 2020-2022 | 47,5 km | 23       |
| 8                  | South Wenhai Road - Xinwan Road                   | 2021      | 17,2 km | 9        |
| 9                  | Guanyintang - Long'an                             | 2021-2022 | 29,5 km | 19       |
| 10                 | Yisheng Road - Cuibai Road                        | 2022-2023 | 14,7 km | 12       |
| 16                 | Lvting Road - Jiuzhou Street                      | 2020      | 35,1 km | 12       |
| 19 Airport Express | Tiaoxi - Yongsheng Road                           | 2022      | 59,1 km | 17       |